# Castanet, Tarn-et-Garonne
Castanet är en kommun i departementet Tarn-et-Garonne i regionen Occitanien i södra Frankrike. Kommunen ligger i kantonen Saint-Antonin-Noble-Val som tillhör arrondissementet Montauban. År 2022 hade Castanet 275 invånare.

## Befolkningsutveckling
Antalet invånare i kommunen Castanet
| Referens: INSEE |